# 笹嶋啓一
笹嶋 啓一（ささじま けいいち）は、日本のアニメーター、アニメーション演出家。

## 参加作品

### テレビアニメ
- ヤダモン（1992年 - 1993年、アニメーション制作担当）
- ジャングルの王者ターちゃん（1993年 - 1994年、動画）
- 3丁目のタマ うちのタマ知りませんか?（1994年、制作進行）
- D・N・A² 〜何処かで失くしたあいつのアイツ〜（1994年、動画）
- バーチャファイター（1995年、原画）
- 鉄コミュニケイション（1998年 - 1999年、原画）
- 課長王子（1999年、デザインワークス・原画）
- デュアル!ぱられルンルン物語（1999年、原画）
- BLUE GENDER（1999年 - 2000年、作画監督）
- 今、そこにいる僕（1999年 - 2000年、原画）
- 破邪巨星Gダンガイオー（2001年、原画）
- ヘルシング（2001年、原画）
- しあわせソウのオコジョさん（2001年 - 2002年、原画）
- おねがいティーチャー（2002年、原画）
- ぷちぷりユーシィ（2002年、原画）
- OVERMANキングゲイナー（2002年 - 2003年、原画）
- 住めば都のコスモス荘 すっとこ大戦ドッコイダー（2003年、絵コンテ・演出・場面設定・原画）
- LAST EXILE（2003年、絵コンテ）
- ヒカルの碁（2003年、原画）
- 銀河鉄道物語（2003年 - 2004年、原画）
- モンキーターン（2004年、絵コンテ・原画）
- 神魂合体ゴーダンナー!! SECOND SEASON（2004年、絵コンテ）
- サムライチャンプルー（2004年、演出）
- モンキーターンV（2004年、原画）
- 花右京メイド隊 La Verite（2004年、原画）
- 創聖のアクエリオン（2005年、演出・原画）
- バジリスク～甲賀忍法帖～（2005年、絵コンテ）
- ああっ女神さまっ（2005年、絵コンテ）
- GUN×SWORD（2005年、絵コンテ）
- GIRLSブラボー second season（2005年、絵コンテ・原画）
- コヨーテ ラグタイムショー（2006年、デザインワークス）
- 電脳コイル（2007年、絵コンテ・演出・原画）
- 放浪息子（2011年、絵コンテ・絵コンテ清書）
- Fate/Zero（2011年 - 2012年、美術設定・絵コンテ・原画）
- ヨルムンガンド（2012年、絵コンテ）
- ヨルムンガンド PERFECT ORDER（2012年、絵コンテ）
- 宇宙戦艦ヤマト2199（2013年、絵コンテ）
- 進撃の巨人（2013年 - 、美術設定協力・絵コンテ）
- ローゼンメイデン（2013年、原画）
- ダイヤのA（2013年 - 2016年、絵コンテ）
- アルドノア・ゼロ（2014年、絵コンテ・絵コンテ清書）
- Fate/stay night [Unlimited Blade Works]（2014年、絵コンテ）
- トリアージX（2015年、作画監督補佐・原画）
- To LOVEる -とらぶる- ダークネス 2nd（2015年、原画）
- ハイスクール・フリート（2016年、絵コンテ・作画協力・原画）
- 甲鉄城のカバネリ（2016年、絵コンテ）
- 昭和元禄落語心中 -助六再び篇-（2017年、プロップデザイン・レイアウト監修）
- ニル・アドミラリの天秤（2018年、原画・第二原画）
- ソードアート・オンライン アリシゼーション（2019年、絵コンテ）
- 半妖の夜叉姫（2020年、作画監督）
- うる星やつら (2022)（2023年、絵コンテ）
- 16bitセンセーション ANOTHER LAYER（2023年、絵コンテ・演出）
- SYNDUALITY Noir（2024年、作画監督）

### 劇場アニメ
- デジモンアドベンチャー02 前編・デジモンハリケーン上陸!!／後編・超絶進化!!黄金のデジメンタル（2000年、原画）
- マインド・ゲーム（2004年、原画）